# Queyssac-les-Vignes
Queyssac-les-Vignes è un comune francese di 229 abitanti situato nel dipartimento della Corrèze nella regione della Nuova Aquitania.

## Storia

### Simboli
Lo stemma è stato adottato dal comune il 22 maggio 1987 e riprende il blasone della famiglia de Corn, marchesi di Queyssac.

## Società

### Evoluzione demografica
Abitanti censiti